# Epidesma thetis
Epidesma thetis är en fjärilsart som beskrevs av Carl von Linné 1771. Epidesma thetis ingår i släktet Epidesma och familjen björnspinnare. Inga underarter finns listade i Catalogue of Life.